# Justicia anabasa
Justicia anabasa är en akantusväxtart som beskrevs av Emery Clarence Leonard. Justicia anabasa ingår i släktet Justicia och familjen akantusväxter. Inga underarter finns listade i Catalogue of Life.